# Университет Габриэле д’Аннунцио
Университет «Габриэле д’Аннунцио» в Кьети и Пескаре (итал. L'Università degli Studi "Gabriele d'Annunzio" di Chieti e Pescara; аббревиатура — Ud’A), он же Адриатический университет (лат. Adriatica Studiorum Universitas) — государственное высшее учебное заведение в городах Кьети и Пескара, в регионе Абруццо, в Италии. Основан в 1960 году. Назван в честь писателя и поэта Габриэле Д'Аннунцио. Официальный статус университета носит с 1965 года.
В состав учебного заведения входят три колледжа и четырнадцать кафедр. В вузе проводится обучение по программам бакалавриата, магистратуры,  аспирантуры и ряда международных программ. Академическая работа ведётся на всех кафедрах. Средства на научные исследования университету выделяют национальные и международные учреждения.
Главный кампус учебного заведения находится в Кьети и представляет собой эклектичную застройку на площади в 19,8 гектаров. Дополнительный кампус расположен в Пескаре. Центр дистанционного обучения находится в Торревеккья-Театине. В глобальном рейтинге научных учреждений Университет «Габриэле д’Аннунцио» занимал 25-е место среди национальных университетов Италии и был включен в рейтинг лучших университетов мира изданием «Ю. С. Ньюс энд уорлд рипорт» за 2018 год.

## История
В ноябре 1955 года администрации города и провинции Кьети обратились к Министерству образования с заявлением о намерении основать бесплатный университет в Абруццо. Идея была предложена инженером Филиппо де Апулия. В 1960 году, при участии местных торговой палаты и сберегательного банка, а также руководства многих местных коммун, префект Кьети официально одобрил основание консорциума университетов Абруццо. В октябре 1961 года был открыт факультет литературы и философии. Официальное открытие бесплатных университетских курсов состоялось в ноябре того же года в Кьети при участии организационного комитета под председательством профессора Этторе Параторе.
В следующем месяце были открыты курсы по экономике и торговле с курсом иностранных языков и литературы в Салоне-дей-Марми, в провинции Пескара; на языковых курсах свои лекции читал профессор Карло Иццо. В январе 1963 года организационный комитет подал заявку на основание Независимого университета Абруццо. На встрече руководства институтов из Кьети, Пескары и Терамо был поднят вопрос об объединении трёх университетских консорциумов в единый межпровинциальный консорциум. 3 марта 1965 года министр образования Луиджи Гуи подписал  указ о признании Свободного университета Абруццо «Габриэле д'Аннунцио», названного в честь поэта из Пескары.
В Кьети разместился главный корпус университета с офисом ректора и факультетом литературы и философии. В Пескаре действовал факультет экономики и торговли с курсом иностранных языков и литературы. В Терамо находился юридический факультет. Профессор Ренато Бальцарини был избран первым ректором университета и возглавил первый учебный совет, состоявший из 14 членов.
Церемония открытия первого учебного года прошла в Пескаре 19 марта 1966 года в присутствии министра образования Луиджи Гуи. В последующие годы в университете были открыты факультет медицины и хирургии в Кьети, факультет архитектуры в Пескаре и факультет политологии в Терамо. Также был учрежден курс на получение степени по иностранным языкам и литературе, который был окончательно отделён от курса экономики и торговли. В декабре 1979 года ректором университета был избран профессор Альдо Бернардини.
В 1982 году, с одобрения Сената Республики, университет «Габриэле д’Аннунцио» получил статус государственного высшего учебного заведения. За этим событием последовало открытие факультетов фармакологии, ветеринарии и естественных наук с курсом геологии, расположенных в трёх университетских центрах Абруццо. Печать университета, вдохновлённая скульптурой Пьетро Кашелла, расположенной в кампусах Кьети и Пескара, воспроизводит в стилизованной форме голову Минервы, помещенную на простую капитель со словами «Университет „Г. д'Аннунцио”», на которую наложена аббревиатура "Ud’A". В ноябре 1993 года факультеты в городе Терамо отделились от университета Габриэле Д’Аннунцио и основали Терамский университет. Позднее в Кьети были открыты Музей истории биомедицинских наук и отделение университетской клинической больницы.
В начале 2000-х годов в городе Торревеккья-Театина был основан  постоянно действующий учебный центр — Центр непрерывного образования (CEduC), а в Кьети была открыта штаб-квартира специализированной школы среднего образования (SSIS). В 2002 году университет открыл четыре новых факультета, что привело к увеличению численности студентов. Это, в свою очередь, привело к созданию второго дидактического центра, кампуса Мадонна-делле-Пьяне. В следующем году последовало основание Фонда «Университета Габриэле д’Аннунцио» и открытие Центра наук о старении (CeSI). Последний приобрел большое национальное значение, будучи одним из двадцати передовых биомедицинских исследовательских центров, выбранных и финансируемых Министерством просвещения, университетов и научных исследований. В 2004 году Центру был предоставлен специальный консультативный статус при Экономическом и Социальном Совете ООН.
Университет основал и способствовал развитию Телематического университета «Леонардо да Винчи», юридически признанного в 2004 году и базирующегося в Торревеккья-Театине. Это учебное заведение представляет собой онлайн-кампус Университета Габриэле Д'Аннунцио и предоставляет свои услуги исключительно онлайн. В 2006 году в Кьети был открыт факультет педагогики. С утверждением реформы Гельмини, начиная с 2012/13 учебного года, факультеты были заменены тринадцатью кафедрами (ныне их четырнадцать).

## Структура
Университет имеет два кампуса в Кьети и Пескаре. Кампус в Кьети расположен в районе Мадонна-делле-Пьяне. Здесь же находятся офисы университетской администрации (ректорат, деканаты), учебные аудитории и библиотеки. В кампусе есть структуры, которыми пользуются как студенты, так и горожане, например, университетский сад и спортивные сооружения. Кампус в Пескаре расположен в южной части города, недалеко от природного заповедника Пинета-Даннунциана.
Ряд курсов на получение степени университет проводит в городах Васто, Ланчано и Торре-де-Пассери. Центр дистанционного обучения расположен в городе Торревеккья-Театина. Здесь же находится Телематический университет «Леонардо да Винчи», основанный по инициативе Университета «Габриэле Д'Аннунцио» и Фонда Университета «Габриэле Д’Аннунцио».

### Колледжи и кафедры
В университете действуют четырнадцать кафедр и три колледжа:
- Колледж медицины и медицинских наук.

- Кафедра медицины и геронтологии.
- Кафедра неврологии, визуализации и клинических наук.
- Кафедра психологических наук, здоровья и системы.
- Кафедра медицинских наук, отоларингологии и биотехнологии.
- Кафедра инновационных технологий в медицине и стоматологии.

- Колледж экономики, бизнеса, юриспруденции и социологии.

- Кафедра экономики.
- Кафедра юридических и социальных наук.

- Колледж гуманитарных наук.

- Кафедра литературы, искусств и социальных наук.
- Кафедра современных языков, литератур и культур.
- Кафедра архитектуры.
- Кафедра делового администрирования.
- Кафедра фармакологии.
- Кафедра инженерии и геологии.
- Кафедра философских, педагогических и экономических наук.

### Центры, библиотеки, музеи
В университете действуют Центр геронтологии (CeSI), биотехнологический отдел CeSI, Центр клинических исследований (CRC) и Институт передовых биомедицинских технологий (ITAB), созданные Европейским Союзом. В вузе также открыт университетский лингвистический центр (CLA) и создана Школа повышения квалификации «Габриэле д'Аннунцио» (Школа повышения квалификации), целью которой является интернационализация и повышение квалификации в научных исследованиях.
Библиотечные центры состоят из кафедральных и междисциплинарных библиотек, а также библиотечных фондов кампусов в Кьети и Пескаре. Медицинская научная библиотека и межфакультетская библиотека «Этторе Параторе» расположены на территории кампуса в Кьети. Кампус в Пескаре курирует общую библиотеку. Электронная библиотека университета управляет подборкой научных журналов, издаваемых кафедрами и научно-исследовательскими группами университета.
Вуз владеет серией коллекций, которые демонстрирует в университетском музее. Последний входит в состав Международного совета музеев. С самого основания музей также участвует в Постоянной конференции университетских музеев при CRUI.

## Ректоры
Ренато Бальзатини (1965–1978), Бруно Кавалло (1978–1979), Альдо Бернардини (1979–1985), Уберто Крешенти (1985–1997), Франко Куккурулло (1997-2012), Кармин Ди Илио (2012-2017), Серджо Капути (с 2017).